# Vabres, Cantal

Vabres este o comună în departamentul Cantal, Franța. În 1 ianuarie 2022 avea o populație de 251 de locuitori.